# 피트 데이비드슨
피트 데이비드슨(1993년 11월 16일 ~ )은 미국의 스탠드업 코미디언, 배우, 작가이다.
스태튼아일랜드에서 태어났다.

## 출연 작품

### 영화
- 나를 미치게 하는 여자 (2015)
- 빅 타임 어덜레슨스 (2018, Big Time Adolescence) - 지크 역
- 상사에 대처하는 로맨틱한 자세 (2018)
- 왓 맨 원트 (2019)
- 더 킹 오브 스태튼 아일랜드 (2020)
- 더 수어사이드 스쿼드 (2021) - 블랙가드 역
- 다시 내게로 (2022)
- 공포의 파티 (2022)
- 덤 머니 (2023) - 케빈 길 역
- 트랜스포머: 비스트의 서막 (2023) - 미라지 역
- 분노의 질주: 라이드 오어 다이 (2023) - 보이 역

### 텔레비전
- 새터데이 나이트 라이브 (2014-22)